# Giovanni il Presbitero
Giovanni detto il Presbitero è citato da San Papia di Ierapoli e San Dionigi d'Alessandria che lo definiscono autore dell'Apocalisse, mentre altri gli attribuiscono solo la Seconda e la Terza Lettera di Giovanni.

## Fonti storiche
Giovanni il Presbitero è una figura della prima tradizione cristiana di cui si sa molto poco. L'appellativo di "Presbitero" assume il primo significato di questa parola, ovvero "anziano", il termine identifica quindi un membro importante di una comunità. Generalmente viene distinto da Giovanni Apostolo, ma a volte è stato ed è identificato con quest'ultimo. Appare la prima volta nei frammenti di Papia di Ierapoli il quale sostiene di aver conosciuto un Giovanni che non fu tra i dodici apostoli. Papia pone due volte il nome di Giovanni: il primo Giovanni lo annovera con Pietro, Giacomo e Matteo e gli altri Apostoli, ed è evidente che vuole indicare l'Evangelista.
Egli poi distingue nella sua esposizione, e colloca il secondo Giovanni tra gli altri che sono fuori del numero degli Apostoli, anteponendo a lui un certo Aristione e lo chiama espressamente presbitero. Di lui parla anche Eusebio di Cesarea che viene ripreso da San Girolamo nel suo De Viris Illustibus nel capitolo 9 dove tratta di Giovanni Apostolo e dei suoi scritti, attribuisce a lui il Vangelo e la prima epistola e dicendo: Le altre due delle quali la prima è "Il Presbitero alla eletta signora e ai suoi figli" e l'altra "Il Presbitero all'amato Gaio che io amo nella verità" sono dette essere lavori di Giovanni il Presbitero alla memoria del quale è mostrato in Efeso un altro sepolcro nei giorni presenti, sebbene alcuni pensino che vi siano due tombe commemorative dello stesso Giovanni l'Evangelista. Girolamo dunque attribuisce la seconda e terza lettera di Giovanni a Giovanni il Presbitero come del resto è indicato nelle lettere stesse.
Il Decretum Gelasianum associato al papa Gelasio I (vescovo di Roma dal 492 al 496), segue Girolamo nell'attribuire le due ultime lettere di Giovanni a Giovanni il Presbitero.